# Liselotte Schramm-Heckmann
Pour les articles homonymes, voir Heckmann.
Liselotte Schramm-Heckmann, né le  12 août 1904 à Duisbourg et mort le 21 janvier 1995 à Erkrath, est un peintre allemand.
Elle est née à Duisbourg en 1904 dans une ancienne famille de commerçants. Un de ses ancêtres du côté paternel fut dessinateur à la cour du Tsar. Dès son enfance, elle fut fortement influencée par l'importante collection de tableaux de son grand-père maternel qui était un ami d'enfance du peintre Hans Thoma. Après ses études secondaires à Duisbourg, elle suivit des cours de peinture. Sa formation artistique coïncide avec l'époque de l'expressionnisme et les débuts de l'art abstrait. L'amour des vieux maîtres finit cependant par l’emporter chez elle et elle apprit et s’appropria leur technique qu’elle ne cessa d’approfondir tout au long de sa carrière. Un long voyage à travers l'Italie ne contribua pas peu à l'affermir dans ses idées.
Elle travailla à la création des décors de nombreuses pièces de théâtre et d'opéras pour des scènes de l'Allemagne occidentale en particulier pour le « Düsseldorf Schauspielhaus » et fut spécialement chargée des projets de costumes.
Après son mariage avec le peintre Werner Schramm, en 1925, elle alla vivre à Fiesole, près de Florence, où le jeune couple vécut un an, puis pendant cinq ans à Bellevue-Meudon, près de Paris, où leur naquirent un fils et une fille. De retour en Allemagne, la famille s'établit à Düsseldorf. De cette époque artistiquement fertile datent principalement des tableaux de famille et des portraits d'enfants. En 1938 elle organisa une grande exposition de ses œuvres dans plusieurs villes de Rhénanie. La guerre mondiale interrompit malheureusement de nouveaux projets. Pendant les bombardements du territoire industriel rhénan, l'artiste se réfugia avec sa famille dans un petit village du Waldeck. Elle y a peint de nombreux paysages et maintes natures mortes. Ce n'est qu'en 1948 qu'elle a pu réintégrer sa maison partiellement détruite de Düsseldorf-Lohausen où elle a travaillé alors avec son mari. En 1955 elle a participé à la 1re exposition des Peintres de la Réalité.
Après la mort de son mari en 1970, elle a continué à travailler à Düsseldorf. Elle a eu plusieurs élèves à qui elle a enseigné la technique des vieux maîtres. En 1986 elle est allée vivre dans une maison de retraite à Erkrath à côté de Düsseldorf où elle a pu continuer à travailler et à enseigner jusqu’à sa mort. Elle est morte en 1995 à l’âge de 90 ans.

## Publication
- Werner Schramm, Liselotte Schramm-Heckmann, Otto Brües: Werner Schramm und Liselotte Schramm-Heckmann. Ratingen 1965, ASIN: B0000BNIBW
- Werner Schramm, Liselotte Schramm-Heckmann, Otto Brües: Werner Schramm und Liselotte Schramm-Heckmann (2e édition). Ratingen 1976
- Liselotte Schramm-Heckmann: Werner Schramm, Liselotte Heckmann — Bühnenbilder und Figurinen 1920-1925. 1991,  (ISBN 978-3929945041)
- Liselotte Schramm-Heckmann: Jugenderinnerungen in Bernd Braumüller: Draeger — Valette, Zwei Berliner Familien und Ihre Nachkommen. Rotenburg 2000

## Source
1. ↑  Hans Vollmer, Ulrich Thieme:Allgemeines Lexikon der bildenden Künstler des XX. Jahrhunderts, 1953, S.218